# 常熟基督教堂
常熟基督教堂又名七弦河基督教堂，位于中国江苏省苏州常熟市环城北路10号、琴川河支流七弦河畔。
常熟基督教堂是1958年实行联合礼拜时，由卫理公会、圣公会、真耶稣教会、浸礼会和中华基督教会等教派组建的联合礼拜堂，设于当时常熟最大的一座教堂，由美国监理公会创建的景道堂，首任牧师为李月峰。原景道堂建筑位于北门大街西侧、言子墓道南侧，始建于清光绪二十八年（1902），初为平房，1937年由美籍牧师斯密德设计建造楼房，1948年竣工。
1994年，北门大街拓宽，常熟基督教堂迁至环城北路10号原圣公会圣巴多罗买堂旧址。新教堂于1995年11月落成，建筑面积为1342平方米，并设有小礼拜堂、听道室和主日学堂等，现有信徒七千多人，牧师、副牧师四位。
原圣巴多罗买堂，由美国圣公会始建于1922年。堂区大院总占地面积7000多平方米，尚存3幢原牧师楼旧洋房1000多平方米。由美籍牧师威尔逊建于宣统二年（1910年）的牧师楼三栋，分别为5、6和7号建筑，原为传教士住宅。2009年5月，以“七弦河宗教建筑”之名，公布为常熟市文物保护单位。

## 图集
- 堂区大院，自北侧看
- 1号建筑（礼拜堂），东侧
- 1号建筑，北侧
- 5号建筑，南侧
- 6号建筑，西南侧
- 6号建筑，南侧
- 7号建筑，南侧
- 7号建筑，西北侧